# Plug & Play (álbum)
Plug & Play es un álbum ínedito de Aleks Syntek que salió el 25 de marzo de 2008. Está compuesto por 7 temas de sus más grandes éxitos en versión acústica saliendo de sus álbumes correspondientes a partir de su carrera como solista:
89-99, 
De Noche En La Ciudad, 
Mundo Lite, 
Lección de Vuelo. 
Su sello discográfico sigue siendo EMI Latin y se encuentra disponible en CD.

## Lista de canciones
- 1. A Veces Fui

- 2. Natalia

- 3. Hasta el Fin del Mundo

- 4. Historias de Danzón y de Arrabal

- 5. Tú Necesitas

- 6. Intocable

- 7. Duele el Amor

- Datos: Q6080821